# Peter Mponda
Peter Mponda (Machinga, 4 de setembro de 1981) é um ex-futebolista malauiano que atuava como defensor.
Atualmente é técnico da seleção Malawi sub-20.

## Seleção
Peter Mponda representou o elenco da Seleção Malauiana de Futebol no Campeonato Africano das Nações de 2010.